# Паньовці
Паньовце (словац. Paňovce) — село в окрузі Кошиці-околиця Кошицького краю Словаччини. Площа села 20,68 км². Станом на 31 грудня 2016 року в селі проживало 595 жителів. Протікає Чечейовський потік.

## Історія
Перші згадки про село датуються 1274 роком.

## Населення
| Рік:            | 1994. | 2004.   | 2014.   | 2024.   |
| --------------- | ----- | ------- | ------- | ------- |
| Кількість осіб: | 571   | 567     | 589     | 622     |
| Різниця:        |       | -0,70 % | +3,88 % | +5,60 % |

| Рік:            | 2023. | 2024.   |
| --------------- | ----- | ------- |
| Кількість осіб: | 612   | 622     |
| Різниця:        |       | +1,63 % |